# جشنواره هنرهای تجسمی فجر
جشنوارهٔ هنرهای تجسمی فجر یک جشنوارهٔ هنرهای تجسمی در ایران است که هر ساله توسط معاونت هنری وزارت فرهنگ و ارشاد اسلامی در تهران برگزار می‌شود. این جشنواره نخستین بار بهمن ۱۳۸۷ به میزبانی موزهٔ هنرهای معاصر تهران و فرهنگسرای نیاوران برگزار شد. فراخوان جشنواره تا دورهٔ دهم به شکل بین‌المللی صورت می‌گرفت؛ اما از دورهٔ یازدهم (۱۳۹۷) با تغییر رویکرد، به جشنواره‌ای داخلی تغییر شکل داد.
شرکت‌کنندگان نخستین جشنوارهٔ هنرهای تجسمی فجر در شاخه‌های نقاشی، پوستر، عکس، مجسمه و کاریکاتور به رقابت پرداختند و در سال‌های بعد رشته‌های طراحی، تصویرسازی، سرامیک، آبگینه، خوشنویسی، کارتون، نگارگری و رسانه‌های هنری جدید (پرفورمنس، چیدمان و هنر ویدئویی) نیز به جشنواره افزوده شدند تا تعداد رشته‌های بخش رقابتی در مجموع به ۱۰ رشته برسد. به برگزیدگان اصلی هر یک از رشته‌ها جایزهٔ طوبای زرین داده می‌شود.

## ادوار برگزاری

### دوره پانزدهم[۴][۵]
آئین اختتامیه پانزدهمین جشنواره هنرهای تجسمی فجر شامگاه جمعه پنجم اسفند با حضور محمد مهدی اسماعیلی وزیر فرهنگ و ارشاد اسلامی، زهره الهیان نماینده مردم تهران در مجلس شورای اسلامی، محمود سالاری معاون امور هنری وزارت فرهنگ، محمد هاشمی معاون حقوقی، امور مجلس و استان‌های وزارت فرهنگ، محمد حسین نیرومند مشاور وزیر فرهنگ در امور هنری و سینمایی، عبدالرضا سهرابی مدیرکل هنرهای تجسمی، سید عباس میرهاشمی دبیرکل جشنواره پانزدهم، جعفر واحدی نایب‌رئیس مؤسسه توسعه هنرهای تجسمی معاصر، سید مصطفی زراوندیان دبیر بخش «تجسم هنر» و جمع کثیری از هنرمندان و هنردوستان در تالار وحدت برگزار شد.
در پایان این مراسم، برگزیدگان و تقدیرشدگان پانزدهمین جشنواره هنر‌های تجسمی فجر به این شرح معرفی شدند:
تصویرسازی: برگزیده: مجید ذاکری- تقدیرشده: سیدرسول میردامادی، الهام زمانی
حجم: برگزیده: مجتبی شاکری- تقدیرشده: زهرا شهامت‌پور، امیرحسین میرقیصری، احمد رنجبر رفیع
خوشنویسی: برگزیده: حامد فقیهی- تقدیرشده:‌امیر دانش‌مراغی، رحمان غلامی، محمد بازیار
طراحی گرافیک: برگزیده: محمد ترک - تقدیرشده: علی پیشدار، محمد متقی‌منش
عکاسی: برگزیده: امین برنجکار - تقدیرشده:‌امیر عنایتی، سعید قاسمی
کاریکاتور: برگزیده: عباس محمدجو - تقدیرشده: حسین رحیم‌خانی، سالار عشرت‌خواه
نقاشی: برگزیده: آذر‌امیدی - تقدیرشده: علیرضا حسینی صدر، سجاد گمار
نگارگری: برگزیده: زینب شاهی - تقدیرشده: روح‌الله پروین، زینب رجبی، ژیلا شیری

### دوره شانزدهم (۱۴۰۲)[۶]
آیین اختتامیه شانزدهمین جشنواره هنرهای تجسمی فجر شامگاه پنجشنبه- سوم اسفندماه- با حضور محمد مهدی اسماعیلی وزیر فرهنگ و ارشاد اسلامی، سیدمحمود اسلامی معاون توسعه مدیریت و منابع وزارت فرهنگ، سیدمجید پوراحمدی مشاور وزیر و مدیرعامل صندوق اعتباری هنر، محمود سالاری معاون امور هنری وزیر، محمد خراسانی زاده مدیرکل هنرهای تجسمی وزارت فرهنگ و ارشاد اسلامی، امیر عبدالحسینی دبیرکل جشنواره، جمعی از دبیران، داوران این رویداد و هنرمندان در تالار وحدت برگزار شد و جشواره‌های فجر ۱۴۰۲ به پایان رسید و برگزیدگان بخش‌های شانزدهمین جشنواره هنرهای تجسمی فجر اعلام شد که اسامی آنان بدین شرح است:
- بخش طراحی و نقاشی:  محمدجواد طاهرخانی
- خوشنویسی: مجید داستانی
- نگارگری: ستاره قنبری
- مجسمه سازی: حسین حسنشاهی
- سرامیک و آبگینه هنری: فاطمه پوریوسفی
- عکاسی: محمد رضایی
- کارتون و کاریکاتور: علیرضا ذاکری
- طراحی گرافیک: رسول حق جو
- تصویرسازی: صدیقه قائد امینی هارونی
- رسانه‌های هنری جدید: امین محمدی چری